# Sean Bailey
Sean Bailey es un productor de cine y televisión estadounidense. Bailey fue el presidente de producción de Walt Disney Studios Motion Picture Production, un papel que había desempeñado desde su nombramiento en 2010.

## Carrera
Como co-fundador y ejecutivo de LivePlanet, Bailey fue productor ejecutivo para el club del emperador , el premio Emmy nominado Proyecto Greenlight, empuje, Nevada (que también co-escribió con Ben Affleck ), productor Best Laid Plans , impostores y Gone Baby Gone.
De 2004 a 2008, Bailey continuó como presidente y miembro de la junta de LivePlanet mientras tenía un contrato de producción y escritura en ABC Studios. En 2008, el ala cinematográfica de LivePlanet se disolvió y Bailey se asoció con Disney para formar la empresa de producción Ideology Inc, que produjo Tron: Legacy, la secuela de la película Tron de 1982 . 
En noviembre de 2009, se anunció que Bailey produciría un remake de la película de 1979 The Black Hole , que nunca se materializó. Coescribió (con Ted Griffin ) el guion original de la película Solace del 2016 , protagonizada por Anthony Hopkins y Colin Farrell. 
En enero de 2010, Bailey fue nombrado presidente de producción en Walt Disney Studios , supervisando las películas de acción en vivo producidas por Walt Disney Pictures y Touchstone Pictures . Bajo Bailey, Disney ha seguido una estrategia cinematográfica de tentáculo , que incluía una lista ampliada de películas de gran presupuesto, incluidas secuelas de franquicias, películas originales y adaptaciones de acción real de sus películas animadas. El estudio encontró un éxito particular con este último tipo de películas, que comenzó con el éxito comercial de Alicia en el país de las maravillas (2010), y continuó con Maléfica (2014), Cenicienta (2015), El libro de la selva (2016), Pete's Dragon (2016), Beauty and the Beast (2017), Aladdin (2019) y The Lion King (2019), junto con otras propiedades de cuentos de hadas como Oz The Great and Powerful (2013) e Into the Woods (2014) .
Otras películas taquilleras como The Lone Ranger (2013), Tomorrowland (2015) y adaptaciones literarias de John Carter (2012), The BFG (2016) y A Wrinkle in Time (2018), se convirtieron en decepciones de taquilla . A pesar del renovado enfoque en las películas taquilleras, el estudio continuó produciendo películas más pequeñas de "depósito de marca", como The Muppets (2011) y Saving Mr. Banks (2013), un drama de época que fue la primera vez que el estudio representaba su cofundador en pantalla. 
En 2012, Bailey fue nombrada miembro de la junta directiva del Sundance Institute. En 2015, se unió a la Junta Directiva de Caltech. En 2024, fue reemplazado de su puesto por David Greenbaum, ex presidente de 20th Century Studios.